# 先农公司大楼
先农公司大楼（英語：Tientsin Land Investment CO.,LTD. Building）又称天津先农公司大楼，始建于1923年至1924年，由英商先农工程股份有限公司英籍建筑师奈尔（D.LYLE）设计，坐落于当时天津英租界的海大道（英語：Taku Road，今和平区大沽北路111号），原建筑已拆除。

## 历史
先农公司大楼始建于1923年至1924年，为创建于1901年3月22日的英商先农工程股份有限公司的办公楼。2005年下半年，在大沽北路拓宽工程中，先农公司大楼未被拆除。但在2006年，独自矗立在大沽北路上的先农公司大楼被拆除。

## 建筑风格
先农公司大楼建筑面积为2864平方米，高17米。大楼内部共设有房间76间，为砖木混合结构四层大楼，建筑平面布局为对称错位的英文大写字母“T”字形。大楼首层由石砌墙基，中央部分设有弧形入口，入口两边装饰有双柱。建筑立面受折中主义影响，在大楼每层的窗楣都装饰有三角形和半圆弧形断山花，此外，建建筑外立面上的矩形壁柱采用简化了的柱头、柱基线脚，窗台上还装饰有涡卷支托和花饰。建筑顶层的中部设有装饰性塔楼，建筑外立面为刷石外檐，屋顶设有大阳台，建筑为一座西洋古典式风格的大楼。

## 周边建筑
- 西门子公司大楼